# Rose Jepkemboi Chesire
Rose Jepkemboi Chesire (* 1985 in Kondabilet, Uasin Gishu District, Provinz Rift Valley) ist eine ehemalige kenianische Marathonläuferin. 

## Werdegang
Sie fing in der Grundschule mit dem Laufsport an, da ihre Eltern sich aber eine weiterführende Bildung nicht leisten konnten, heiratete sie und wurde 2001 Mutter. 
Dennoch gab sie ihre sportlichen Ambitionen nicht auf und trainierte unter Christopher Cheboiboch in Iten, 50 Kilometer von ihrem Heimatdorf entfernt. Auch eine erneute Schwangerschaft 2005 brachte sie nicht von ihrem Ziel ab, und sechs Monate nach der Geburt ihres zweiten Sohnes nahm sie ihr Training wieder auf.
2007 lieh sie sich 18 US-Dollar Fahrgeld, um am Nairobi-Marathon, dem höchstdotierten Straßenlauf des Landes, teilzunehmen. Ihr Sieg brachte ihr 22.000 US-Dollar Siegprämie ein. Außerdem nahm sie der italienische Manager Gianni Demadonna unter Vertrag.
2008 gewann sie den Europe-Marathon und verteidigte ihren Titel in Nairobi. 2009 siegte sie beim Ruhrmarathon mit persönlicher Bestzeit von 2:36:52 Stunden. 
Im Juni 2011 wurde sie Zweite in Kuala Lumpur und steigerte sich auf 2:35:12 Stunden. Im Dezember desselben Jahres wurde Chesire positiv auf das Stimulanzmittel Methylhexanamin getestet und für ein Jahr gesperrt. Sie tritt seitdem nicht mehr international in Erscheinung.